# Граф Дрогеда

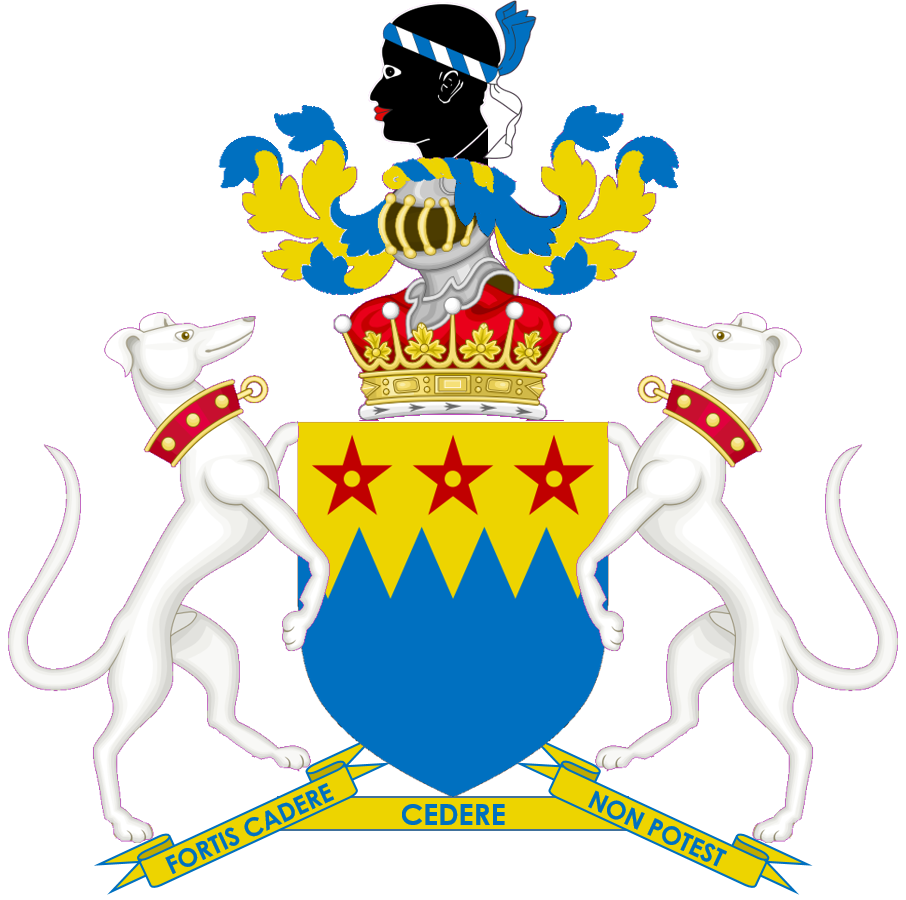
Герб графів Дрогеда.

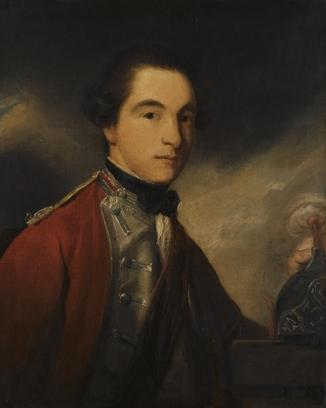
Чарльз Мур – І маркіз Дрогеда.

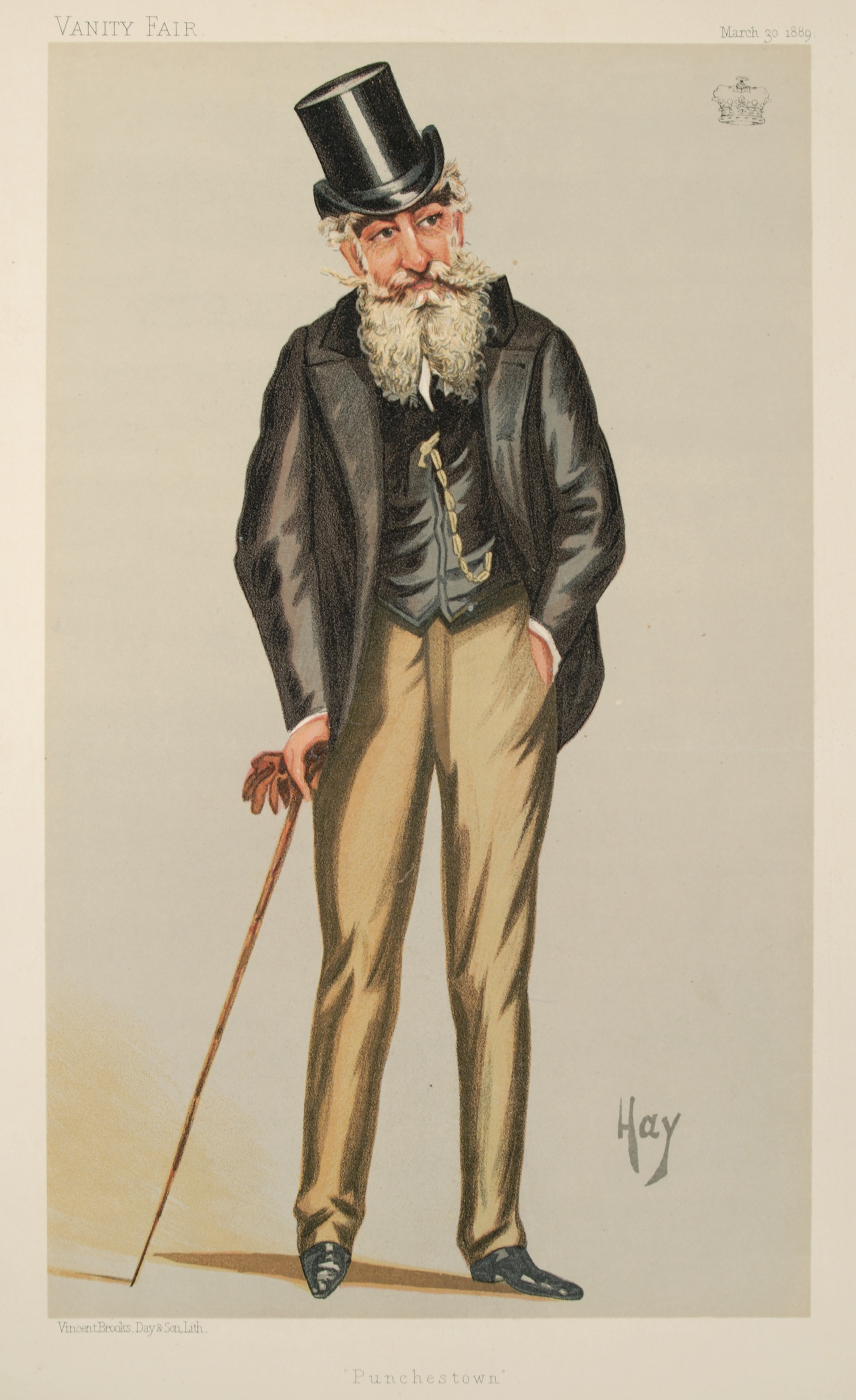
«Місто ударів». ІІІ маркіз Дрогеда. Карикатура з серії «Ярмарок марнославства». 1889.

Граф Дрогеда (англ. - Earl of Drogheda) – аристократичний титул в перстві Ірландії. 

## Гасло графів Дрогеда
Fortis Cadere Cedere Non Potest – «Сильний падати і здаватися не може» (лат.)

## Історія графів Дрогеда
Титул граф Догеда був створений в перстві Ірландії в 1661 році для ІІІ віконта Мур. Аристократична родина Мур походить від Гаррета Мура – вірного союзника Х’ю О’Ніла – Великого графа Тірон (Тір Еогайн) підкорення якого Англією після Дев’ятирічної війни в Ірландії він сприяв, влаштувавши переговори, що привели до Мелліфонтського договору 1603 року – цим договором завершилась Дев’ятирічна війна в Ірландії. Гаррет Мур був депутатом Палати громад парламенту Ірландії, отримав посаду губернатора Манстера. У 1616 році він отримав титул пера Ірландії, барона Мур з Меллефонта, що в графстві Лаут. У 1621 році він отримав титул віконта Мур з Дрогеди в перстві Ірландії. Титул успадкував в 1628 році його син Чарльз, що став ІІ віконтом Мур. Він загинув в битві під Портлестером в лавах армії короля Англії Карла І під час громадянської війни на Британських островах – так званої «Війни Трьох Королівств». Титул успадкував син Чарльза Мура – Генрі Мур, що став ІІІ віконтом Мур і отримав титул графа Дрогеда в 1661 році. Молодший син І графа Дрогеда – Генрі Мур успадкував титул і став ІІІ графом Дрогеда (він успадкував титул від свого старшого брата в 1679 році). Він прийняв додаткове прізвище Гамільтон після успадкування маєтків свого шуряка – брата дружини Генрі Гамільтона – ІІ графа Кланбрассіль. У свій час на честь графів Дрогеда були в свій час названі вулиці в Дубліні: Генрі-стріт, Мур-стріт, Ерл-стріт, Офф-Лейн (тепер Генрі Плейс), Дрогеда-стріт (нині це частина вулиці О’Коннелл-стріт).
Спадкоємцем ІІІ графа Дрогеда став його онук Генрі, що отримав титул IV графа Дрогеда. Його діти померли раніше за нього, титул успадкував його молодший брат Едвард, що став V графом Дрогеда. Він був депутатом парламенту Ірландії і представляв Данлір. Титул успадкував його син Чарльз Мур, що став VI графом Дрогеда. Він був видатним військовим діячем та політиком. У 1791 році він отримав титул маркіза Дрогеда в перстві Ірландії. У 1801 році він отримав титул барона Мур з Мур-Плейс, що в графстві Кент в перстві Об’єднаного Королівства Великобританії та Ірландії. Це дало йому автоматично місце депутата в Палаті лордів парламенту.
Його старший син Чарльз – ІІ маркіз Дрогеда страждав від психічної хвороби, помер бездітним. Титул успадкував його племінник Генрі, що став ІІІ маркізом Дрогеда. Він був сином лорда Генрі Мура, другим сином І маркіза Дрогеда. Генрі Мур служив лорд-лейтенантом графства Кілдер в 1874 – 1892 роках. Він не мав дітей, після його смерті титули зникли. Титул графа Дрогеда успадкував його двоюрідний брат Понсонбі Мур, що став ІХ графом Дрогеда. Він був правнуком його ясновельможності Понсонбі Мура – молодшого сина V графа Дрогеда і брата І маркіза Дрогеда. ІХ граф Дрогеда став депутатом Палати лордів парламенту Великобританії і був представником Ірландії з 1899 року. Титул успадкував його син Генрі, що став Х графом Дрогеда. Він став депутатом Палати лордів парламенту Великобританії як представник Ірландії з 1913 року. У 1954 році Генрі отримав титул барона Мур з Кобхема, що в графстві Суррей у перстві Великобританії. Це дало йому і його нащадкам автоматичне місце в Палаті лордів парламенту. Титули успадкував його син Чарльз, що став ХІ графом Дрогеда. Він був журналістом і бізнесменом. На сьогодні титулом володіє його син, що став ХІІ графом Дрогеда . Титул він успадкував у 1989 році. ХІІ граф Дрогеда професійний фотограф і публікує світлини під псевдонімом Деррі Мур.  
Відомими людьми з родини Мур були: Джон Мур – правнук Артура Мура – молодшого сина І віконта Мур. Він був обраний депутатом Палати громад парламенту Ірландії і представляв Баллінакілл. Він був батьком Джона Мура – депутатом парламенту Ірландії, представляв Баллінакілл, потім був депутатом парламенту Великобританії і представляв Ньюрі. Крім того Джон Мур був батьком Френсіса Мура – генерала британської армії. Його ясновельможність Роберт Мур – молодший син ІІІ графа Дрогеда, був депутатом парламенту Ірландії і представляв Лаут та Белфаст. 
Родовим гніздом графів Дрогеда було абатство Мур, що біля Монастеревін, що в графстві Кілдер. До того резиденцією родини Мур було абатство Мелліфонт, що біля Дрогеди, графства Лаут. 

## Віконти Мур (1621)
- Гаррет Мур (помер у 1627 р.) – І віконт Мур
- Чарльз Мур (1603 – 1643) – ІІ віконт Мур
- Генрі Мур (помер у 1675 р.) – ІІІ віконт Мур (нагороджений титулом граф Дрогеда в 1661 р.)

## Графи Дрогеда (1661)
- Генрі Мур (помер у 1675 р.) – І граф Дрогеда
- Чарльз Мур (помер у 1679 р.) – ІІ граф Дрогеда
- Генрі Гамільтон-Мур (помер у 1714 р.) – ІІІ граф Дрогеда
- Генрі Мур (1700 – 1727) – IV граф Дрогеда
- Едвард Мур (1701 – 1758) – V граф Дрогеда
- Чарльз Мур (1730 – 1822) – VI граф Дрогеда (нагороджений титулом маркіз Дрогеда в 1791 році)
- Чарльз Мур (1770 – 1837) – VII граф Дрогеда
- Генрі Френсіс Сеймур Мур (1825 – 1892) – VІІІ граф Дрогеда
- Понсонбі Вільям Мур (1846 – 1908) – ІХ граф Дрогеда
- Генрі Чарльз Понсонбі Мур (1884 – 1957) – Х граф Дроеда
- Чарльз Гаррет Понсонбі Мур (1910 – 1989) – ХІ граф Дроеда
- Генрі Дермот Понсонбі Мур (1937 р. н.) – ХІІ граф Дрогеда

Спадкоємцем титулу є син нинішнього власника титулу Бенджамін Гаррет Гендерсон Мур - віконт Мур (1983 р. н.).

## Маркізи Дрогеда (1791)
- Чарльз Мур (1730 – 1822) – І маркіз Дрогеда
- Чарльз Мур (1770 – 1837) – ІІ маркіз Дрогеда
- Генрі Френсіс Сеймур Мур (1825 – 1892) – ІІІ маркіз Дрогеда